# Udinese Calcio 1995-1996
Questa voce raccoglie le informazioni riguardanti l'Udinese Calcio nelle competizioni ufficiali della stagione 1995-1996.

## Stagione
Nella stagione 1995-1996 l'Udinese viene affidato ad Alberto Zaccheroni che bene ha fatto a Venezia, Bologna e Cosenza. Una mossa azzeccata, perché il tecnico romagnolo ottiene buoni risultati. La rosa dei bianconeri si arricchisce del centravanti tedesco Oliver Bierhoff che mette a segno 18 centri. La società friulana aveva chiesto ad Alberto Zaccheroni la salvezza, che è stata raggiunta con buon anticipo, il campionato è stato chiuso in undicesima posizione con 41 punti. In Coppa Italia i bianconeri friulani superano il secondo turno ai danni del Genoa, mentre nel terzo turno sono stati eliminati dalla Lazio.

## Rosa

Il nuovo allenatore Alberto Zaccheroni

| N. |                      | Ruolo | Calciatore            |
| -- | -------------------- | ----- | --------------------- |
| 1  | Italia (bandiera)    | P     | Graziano Battistini   |
| 2  | Danimarca (bandiera) | D     | Thomas Helveg         |
| 3  | Italia (bandiera)    | D     | Raffaele Sergio       |
| 4  | Italia (bandiera)    | C     | Fabio Rossitto        |
| 5  | Italia (bandiera)    | D     | Alessandro Calori     |
| 6  | Italia (bandiera)    | C     | Alessandro Manni      |
| 7  | Italia (bandiera)    | C     | Raffaele Ametrano     |
| 8  | Italia (bandiera)    | C     | David Stefani         |
| 9  | Italia (bandiera)    | A     | Stefano Borgonovo     |
| 10 | Italia (bandiera)    | C     | Giovanni Stroppa      |
| 11 | Italia (bandiera)    | A     | Paolo Poggi           |
| 12 | Italia (bandiera)    | P     | Attilio Gregori       |
| 13 | Italia (bandiera)    | D     | Valerio Bertotto      |
| 14 | Italia (bandiera)    | C     | Stefano Desideri      |
| 15 | Italia (bandiera)    | D     | Luca Compagnon        |
| 16 | Italia (bandiera)    | C     | Giuliano Giannichedda |

| N. |                     | Ruolo | Calciatore              |
| -- | ------------------- | ----- | ----------------------- |
| 17 | Italia (bandiera)   | D     | Stefano Pellegrini      |
| 18 | Italia (bandiera)   | C     | Cristian Mauro          |
| 19 | Italia (bandiera)   | C     | Jonathan Bachini        |
| 20 | Germania (bandiera) | A     | Oliver Bierhoff         |
| 21 | Italia (bandiera)   | A     | Francesco Marino        |
| 22 | Italia (bandiera)   | P     | Alessandro Testaferrata |
| 23 | Italia (bandiera)   | D     | Roberto Ripa            |
| 24 | Italia (bandiera)   | D     | Giovanni Bia            |
| 25 | Polonia (bandiera)  | D     | Marek Koźmiński         |
| 26 | Italia (bandiera)   | D     | Salvatore Matrecano     |
| 27 | Russia (bandiera)   | C     | Igor Shalimov           |
| 28 | Italia (bandiera)   | D     | Vincenzo Montalbano     |
|    | Italia (bandiera)   | P     | Massimiliano Caniato    |
|    | Ghana (bandiera)    | D     | Mohammed Gargo          |
|    | Italia (bandiera)   | A     | Tiziano Zampieri        |

## Risultati

### Serie A

#### Girone di andata
| Arbitro: | Messina (Bergamo) |

|              |           |  |
| Bierhoff 56’ | Marcatori |  |

| Arbitro: | Bazzoli (Merano) |

|                                |           |           |
| Sergio 10’ (aut.) R.Baggio 85’ | Marcatori | 59’ Poggi |

| Arbitro: | Cardona (Milano) |

|                             |           |                                    |
| Bierhoff 60’, 69’ Poggi 66’ | Marcatori | 76’ (rig.) Maspero 80’ Florijančič |

| Arbitro: | Bolognino (Milano) |

|                              |           |                         |
| Signori 13’ (rig.) Fuser 41’ | Marcatori | 68’ Helveg 86’ Bierhoff |

| Arbitro: | Tombolini (Ancona) |

|              |           |           |
| Bierhoff 27’ | Marcatori | 79’ Otero |

| Arbitro: | Farina (Novi Ligure) |

|           |           |  |
| Melli 77’ | Marcatori |  |

| Arbitro: | Treossi (Forlì) |

|                     |           |  |
| Bierhoff 73’ (rig.) | Marcatori |  |

| Bergamo 29 ottobre 1995 8ª giornata | Atalanta                               | 0 – 0 referto | Udinese | Stadio Atleti Azzurri d'Italia (16.050 spett.)\| Arbitro: \| Pellegrino (Barcellona Pozzo di Gotto) \| |
| Arbitro:                            | Pellegrino (Barcellona Pozzo di Gotto) |               |         | |

| Arbitro: | Ceccarini (Livorno) |

|              |           |  |
| Bierhoff 73’ | Marcatori |  |

| Arbitro: | Tombolini (Ancona) |

|                           |           |                |
| Branca 57’ B. Carbone 74’ | Marcatori | 79’ (rig.) Bia |

| Arbitro: | Messina (Bergamo) |

|                |           |  |
| Mihajlović 89’ | Marcatori |  |

| Arbitro: | Beschin (Legnago) |

|              |           |           |
| Bierhoff 64’ | Marcatori | 90’ Balbo |

| Arbitro: | Bonfrisco (Monza) |

|                                      |           |  |
| Baiano 17’ Batistuta 61’ (rig.), 90’ | Marcatori |  |

| Arbitro: | Rodomonti (Teramo) |

|                                    |           |             |
| Bierhoff 4’ Ametrano 72’ Poggi 85’ | Marcatori | 45’ Vlaović |

| Arbitro: | Serena (Bassano del Grappa) |

|         |           |                    |
| Bia 18’ | Marcatori | 57’, 70’ Andersson |

| Arbitro: | Nicchi (Arezzo) |

|  |           |                            |
|  | Marcatori | 13’ Bierhoff 87’ Matrecano |

| Arbitro: | Farina (Novi Ligure) |

|                                |           |                          |
| Bertotto 11’ Poggi 53’ Bia 60’ | Marcatori | 13’ Agostini 56’ Pecchia |

#### Girone di ritorno
| Arbitro: | Ercolino (Cassino) |

|                                                     |           |              |
| Muzzi 29’ Oliveira 45’ Dario Silva 70’ M. Villa 86’ | Marcatori | 68’ Bierhoff |

| Arbitro: | Trentalange (Torino) |

|  |           |                       |
|  | Marcatori | 44’ Maldini 60’ Boban |

| Arbitro: | Cinciripini (Ascoli Piceno) |

|                            |           |                          |
| Tentoni 8’ Florijančič 90’ | Marcatori | 12’ Poggi 89’ (rig.) Bia |

| Arbitro: | Treossi (Forlì) |

|                  |           |             |
| Negro 10’ (aut.) | Marcatori | 90+6’ Fuser |

| Arbitro: | Racalbuto (Gallarate) |

|  |           |            |
|  | Marcatori | 85’ Helveg |

| Udine 25 febbraio 1996 23ª giornata | Udinese         | 0 – 0 referto | Parma | Stadio Friuli (13.850 spett.)\| Arbitro: \| Braschi (Prato) \| |
| Arbitro:                            | Braschi (Prato) |               |       |                                                                |

| Arbitro: | Pellegrino (Barcellona Pozzo di Gotto) |

|                                   |           |  |
| Rizzitelli 36’ (rig.) Mezzano 55’ | Marcatori |  |

| Arbitro: | Ceccarini (Livorno) |

|                             |           |  |
| Poggi 70’, 81’ Bierhoff 80’ | Marcatori |  |

| Arbitro: | Bolognino (Milano) |

|                              |           |             |
| Ravanelli 26’ Vierchowod 83’ | Marcatori | 15’ Stroppa |

| Arbitro: | Bettin (Padova) |

|              |           |                                           |
| Bierhoff 81’ | Marcatori | 24’ D. Fontolan 65’ (rig.) Roberto Carlos |

| Arbitro: | Pairetto (Nichelino) |

|                         |           |                                               |
| Bierhoff 45’ Marino 75’ | Marcatori | 31’, 55’ R. Mancini 63’ Chiesa 72’ Mihajlović |

| Arbitro: | Borriello (Mantova) |

|                            |           |            |
| Delvecchio 18’ Moriero 55’ | Marcatori | 90’ Marino |

| Arbitro: | Cesari (Genova) |

|          |           |  |
| Poggi 8’ | Marcatori |  |

| Arbitro: | De Santis (Tivoli) |

|                            |           |                                   |
| Cuicchi 11’ N. Amoruso 49’ | Marcatori | 9’, 19’ (rig.) Bierhoff 45’ Poggi |

| Arbitro: | Quartuccio (Torre Annunziata) |

|                                      |           |                        |
| K.Andersson 4’, 63’ Parente 14’, 44’ | Marcatori | 6’ Marino 84’ Bierhoff |

| Udine 5 maggio 1996 33ª giornata | Udinese           | 0 – 0 referto | Piacenza | Stadio Friuli (14.700 spett.)\| Arbitro: \| Beschin (Legnago) \| |
| Arbitro:                         | Beschin (Legnago) |               |          |                                                                  |

| Arbitro: | Franceschini (Bari) |

|                               |           |                    |
| Pizzi 41’ (rig.) Policano 71’ | Marcatori | 28’ (aut.) Pecchia |

### Coppa Italia
- Udinese esentata dal 1º turno eliminatorio

| Arbitro: | Bolognino (Milano) |

|                                              |           |  |
| Bierhoff 40’ Ruotolo 64’ (aut.) Desideri 68’ | Marcatori |  |

| Arbitro: | Bazzoli (Merano) |

|  |           |             |
|  | Marcatori | 66’ Signori |